# التشرد في كندا

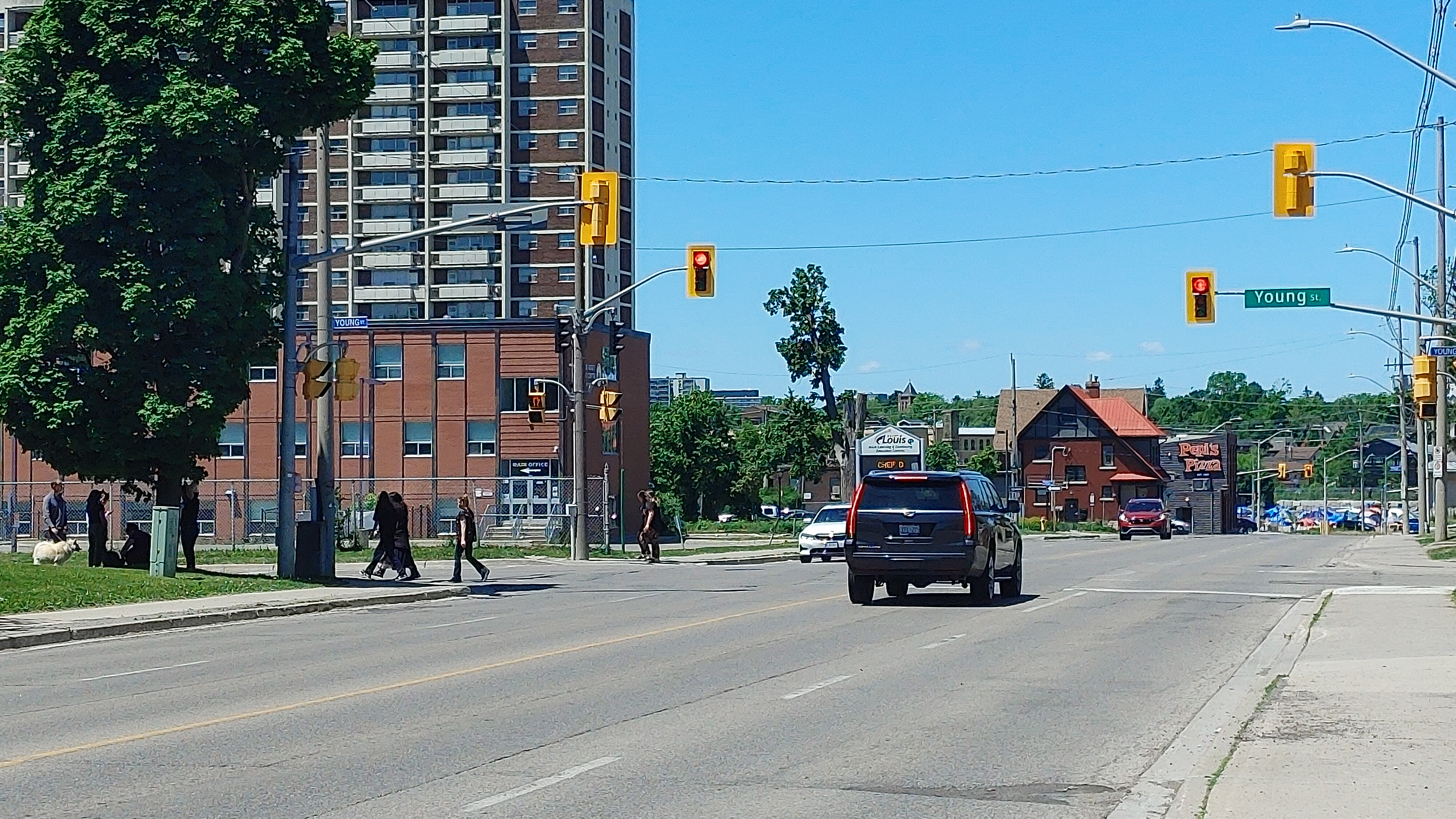
ويبر ويونغ ، كتشنر ، يونيو 2022.

نما التشرد في كندا من ناحية الحجم والتعقيد منذ عام 1997. ورغم أنه معروف في الماضي باعتباره أزمة في المراكز الحضرية فقط مثل مونتريال، ولافال، وفانكوفر، وادمونتون، وكالغاري، وتورنتو، فإن التشرد المتزايد في مجتمعات الضواحي أصبح يتطلب خدمات ومصادر جديدة.
أصبح التشرد في السنوات الأخيرة مشكلة اجتماعية كبيرة في كندا. في خطة العمل لعام 2011، عرضت الحكومة الفدرالية الكندية 120 مليون دولار سنويًا منذ أبريل عام 2014 وحتى أبريل عام 2019 –مع 700 مليون دولار في تمويل جديد– لتجديد برنامج الاستراتيجية المشتركة لمواجهة التشرد (إتش بّي إس). تركز الحكومة في معالجتها للتشرد في كندا على نموذج الإسكان أولًا. وهكذا تكون المنظمات الخاصة والعامة عبر كندا مؤهلة لتلقي معونات برنامج إتش بّي إس لتنفيذ برامج الإسكان أولًا. تصرف كندا أكثر من 30 مليار سنويًا على برامج الخدمات الاجتماعية من أجل التشرد.

## التعريف
في عام 2007، ركزت معظم الأبحاث والبرامج في كندا على «التشرد المطلق» ولم يكن هناك تعريف ثابت للتشرد. في عام 2012، أطلقت شبكة أبحاث التشرد الكندية (سي إتش آر إن) المدعومة من قِبل جامعة يورك أول تعريف كندي للتشرد.
«يصف التشرد حالة الفرد أو العائلة دون مسكن لائق مستقر ودائم، أو دون وجود فرصة ووسيلة وقدرة لامتلاكه في القريب العاجل. وهو نتيجة عوائق في النظام أو عوائق اجتماعية، منها قلة مشاريع الإسكان الملائمة وذات الأسعار المعقولة، وتحديات الفرد/الأسرة المالية، أو العقلية، أو الإدراكية، أو السلوكية، أو الجسدية، و/أو العنصرية والاستبعاد. لا يختار معظم الأشخاص أن يكونوا مشردين، والتجربة عمومًا سلبية، وبشعة، ومُجهدة، ومؤلمة».
- سي إتش آر إن، 2012
قال ستيفن غايتز، وهو باحث في قضية التشرد من جامعة يورك، إن التصنيف المفصل للتشرد قد زود الحكومات «بالدقة» الأكبر لاكتشاف كيفية وضع خططٍ لمساعدة المشردين. يذكر التقرير 4 أنواع: من هم بلا مأوى، ومن هم في مأوى الطوارئ، ومن هم في إقامة مؤقتة، ومن هم في خطر الوقوع بالتشرد. تلقى التعريف الكثير من الدعم من رعاة المشردين. قال نقاد من بينهم بيتر غولدرينغ، وهو عضو في البرلمان عن مقاطعة ألبرتا وعضو جمعية إدمونتون للقضاء على التشرد، إن تعريف سي إتش آر إن للتشرد رسم صورة فضفاضة تتضمن من كان «يمر بفترة مادية صعبة». رأى غولدرينغ أنه «لا يجب أن تنظرَ إليه ببرودة، لكنهم حقًا ليسوا في حاجة يائسة إلى حين إمساكهم إشعار الطرد في أيديهم».

## عدد المشردين
بحلول عام 2008، اعتُبر إحصاء عدد المشردين السنوي قضية ذات تكليف سياسي وقضية منهجية مستمرة. تقدر الحكومة الفدرالية أن الرقم الحقيقي للمشردين في كندا كان 200,000 عام 2005، أو 1% تقريبًا من التعداد السكاني. قدّر رعاة المشردين أن الرقم قريب من 20,000 سنويًا، أو 30,000 في كل ليلة بالإضافة إلى أولئك الموجودين في فئة المشردين المختبئين. يتضمن هذا 6,000 شخص من فئة الشباب كل ليلة و30,000 شخص من فئة الشباب سنويًا.

## كلفة التشرد
بناءً على النسبة الأكثر تحفظًا، كانت الكلفة السنوية للتشرد في كندا عام 2008  بين 5.5 و7 مليارات دولار تقريبًا متوزعة بين خدمات الطوارئ والمنظمات والمؤسسات غير الربحية.

## اعتقاد خاطئ
التشرد مشكلة مزمنة عند أقلية صغيرة فقط من الأشخاص؛ تلجأ الأغلبية الساحقة من الأفراد إلى المأوى «لمرة واحدة فقط» أو يعانون حالة تشرد عرضية. على أي حال، تستهلك هذه الفئة الفرعية المختلفة تمامًا من الأفراد «المشردين بشكل مزمن» نحو نصف أسِرّة المأوى والموارد المتاحة في جميع الأوقات.
إن بعض المشردين الذين يلجؤون إلى مأوى التشرد يعملون أيضًا. ببساطة هم أفراد وعائلات أصبحت أسعار أسواق الإسكان الخاص باهظة بالنسبة لهم. في عام 1999، انخفضت إمكانية نحو 26% أو 2.8 مليون أسرة كندية إلى أقل من المقدار الأدنى المطلوب لتحمل تكاليف شراء منزل بسيط، والمقدر بنحو 25,920 دولار. ارتفع هذا الرقم بعد خمس سنوات إلى 26% أو 3.2 مليون أسرة.

## التاريخ
لم تكن كلمة «متشرد» قبل ستينيات القرن العشرين تحمل في كندا معنى «من لا يملك مسكنًا» بالمقارنة مع أولئك الذين يعيشون في مساكن ذات جودة سيئة فحسب. كانت كلمة «مشرد» سابقًا مصطلحًا عامًا ينطبق بغالبه على الرجال المتنقلين الذين لا يملكون روابط عائلية، مثل العمال المهاجرين، الذين كانوا يتنقلون عن طريق القفز إلى عربات الحمولة في القطارات خلال مرحلة الكساد الكبير.
ظل التشرد شاغلًا ثانويًا حين كانت أماكن الإقامة الرخيصة متاحة من خلال غرف السكن في «سكيد رو (حارات الفقراء)» أو من خلال غرف مؤجرة متوضعة في أفقر المناطق في معظم المدن الكبيرة. حتى أفقر الأشخاص كان بإمكانهم إيجاد أي شكل من أشكال السكن، وإن كانت جودته مزرية.
في نهاية الحرب العالمية الثانية عام 1946، أنشأت الحكومة الفيدرالية مؤسسة الإسكان والرهن العقاري الكندية (سي إم إتش سي) لجعل إمكانية الحصول على القروض العقارية والقدرة على حيازة ملكية المساكن أسهل للأفراد والمنظمات. استُخدم الفائض المتولد عن المؤسسة في ثمانينيات القرن العشرين لتمويل مشاريع الإسكان غير الربحي، ومشاريع إسكان السكان الأصليين، وبرامج إعانة الإيجار.
على أي حال، كانت التغيرات اللاحقة على قانون الإسكان الوطني الكندي لعام 1996 لإعطاء المؤسسة «مرونة أكبر» قادرة على تمويل الإسكان الاجتماعي مباشرةً وتقلص دورها في دعم الإسكان ميسور التكلفة الجديد والقائم. ما تزال المؤسسة موجودة لحد اليوم، وتثير فوائضها السنوية (7.6 مليار دولار عام 2006) أسئلة إزاء سبب عدم صرف بعض من هذا المال على مبادرات إسكان جديدة.
أُنشئت نحو 20,000 وحدة سكنية اجتماعية سنويًا بعد تعديلات عام 1973 في قانون الإسكان الوطني. منذ منتصف ثمانينيات القرن العشرين، بدأت الحكومة الفدرالية سلسلة من التخفيضات في تمويل برامج الإسكان الوطنية. من الصعب جمع الإحصائيات الدقيقة في تعداد المشردين، إلا أن الإجماع العام يُشير إلى تزايد في عدد المشردين بشكل كبير منذ ثمانينيات القرن العشرين وما بعدها.
رغم اقتصاد كندا، استمر هذا التوجه، وربما تسارع في تسعينيات القرن العشرين. على سبيل المثال، تزايدت حالات الدخول إلى مآوي المشردين في تورنتو بمقدار 75% بين عامي 1988 و1998. بعد عام 1993، أُوقف البرنامج الوطني للإسكان ميسور التكلفة الذي بدأ في عام 1973، وكان تركيز كندا لمواجهة التشرد في تسعينيات القرن العشرين متمثلًا بتشكيل خدمات طوارئ ومآوٍ أكثر للمشردين. بعدها بعقد من الزمن في عام 2003، استأنفت الحكومة الفيدرالية الصرف على استثمارات الإسكان بمقدار 2.03 مليار دولار، وهو انخفاض بمقدار 25% عن مستويات عام 1993 المُقدرة بنحو 1.98 مليار دولار وذلك بعد تعديلها وفق التضخم.
في 19 ديسمبر عام 2006، أعلن رئيس الوزراء هاربر عن السياسات الاجتماعية المتمثلة بصرف مبلغ 526 مليون دولار من أجل التمويل اللازم للتصدي للفقر والتشرد في كندا. تلقى برنامج الاستراتيجية المشتركة لمواجهة التشرد 270 مليون دولار وتلقت مؤسسة كندا للإسكان والرهن العقاري 246 مليون دولار لترميم مشاريع الإسكان ميسور التكلفة وتجديدها، بالإضافة إلى تحسين فرص إمكانية حصول الأشخاص المشردين على خدمات ومساندات متنوعة مثل برامج العلاج الصحي وبرامج معالجة الإدمان على تعاطي المخدرات. احتج ناشطون في دوائر وزيرة الموارد البشرية والخدمات الاجتماعية ديان فينلي في أوتاوا.
في عام 2013، أعدّت شبكة أبحاث التشرد الكندية والتحالف الوطني لإنهاء التشرد أول تقرير تقييمي وطني كندي حول التشرد.